# Татарські Кунаші
Тата́рські Кунаші́ (рос. Татарские Кунаши, чув. Тутарла Кăнаш) — присілок у складі Цівільського району Чувашії, Росія. Входить до складу Михайловського сільського поселення.
Населення — 106 осіб (2010; 147 у 2002).
Національний склад:
- чуваші — 99 %